# 阿瑟鎮區 (明尼蘇達州特拉弗斯縣)
阿瑟鎮區（英語：Arthur Township）是位於美國明尼蘇達州特拉弗斯縣的一個行政鎮區。

## 地方資料
阿瑟鎮區的面積為94.21平方千米，當中陸地面積為93.59平方千米，而水域面積為0.62平方千米。根據2020年美國人口普查的數據，當地共有人口59人，而人口密度為每平方千米0.63人。